# Brightblack Morning Light
Brightblack Morning Light (BBML) war eine Band aus Nordkalifornien mit dem Gitarristen Nathan Shineywater und der Pianistin Rachael Hughes, die beide aus Alabama stammen. Die Gruppe war eine der bekanntesten der „Freak-Folk“-Szene. Ihre Aufnahmen erhielten große Anerkennung, und sie veranstalteten auch einige kleinere Folkfestivals (Quiet Quiet Music Festival) in Nordkalifornien.
Die Band scherte sich nicht um ihre kommerzielle Vermarktung und führte ein vergleichsweise ruhiges und anspruchsloses Leben in Autos, Zelten und Hütten. Bei der Aufnahme von Musik verwendete sie Solarenergie. Die beiden Musiker wurden beschrieben als „Zurück-aufs-Land-Idealisten und -Aktivisten“, die beeinflusst waren von Schriftstellern und Aktivisten wie  Edward Abbey, Leonard Peltier, Henry David Thoreau, Allen Ginsberg, Carlos Castaneda, Ram Dass, und Hamza El Din.

## Geschichte
Im Jahr 2002 nahm die damals Brightblack genannte Band auf Galaxia Records das Album Ala.Cali.Tucky mit Songs auf, die sie bereits aufgeführt hatten, als sie sich noch Rainywoof nannten. Das Album wurde positiv aufgenommen und für seine Vokalharmonien gelobt.
2005 spielte Brightblack Morning Light auf dem All Tomorrow's Parties Festival in England auf Einladung der aus Kentucky stammenden Band Slint. Im selben Jahr unterzeichnete die Band bei Matador Records und veröffentlichte ihr gleichnamiges Debütalbum, das sich in Europa gleichermaßen gut verkaufte wie in Amerika. The New York Times bewertete es als "außerordentlich" und lobte es für seinen "hypnotisierenden, ausgehöhlten Groove.
Im Jahr 2008 veröffentlichte Matador BBML's Album Motion to Rejoin, das in New Mexico eingespielt worden war und in den USA ebenso Beachtung fand wie in Europe, wo es vom Guardian zu den „Top 5 Alternative Albums of 2008“ gezählt wurde. Im Jahr 2009 tourte mehrmals durch die USA und Europa. 2012 veröffentlichte die Band nach ihrer Auflösung auf iTunes „Live Journal One Instrumentals (2006 & 2008)“.

## Besetzung
- Rachael Hughes – Keyboard
- Nathan Shineywater – Gitarre, Slide-Gitarre, Keyboard

## Diskografie
- Ala.Cali.Tucky (2003, Galaxia)
- Brightblack Morning Light (2006, Matador Records)
- Motion to Rejoin (2008, Matador Records)
- Lungfish/Brightblack Morning Light: (2009, Split 7", Harvest Recordings)
- Live Journal One Instrumentals (2006 & 2008) (2012, iTunes)